# Antakya
Antakya (arabisch أنطاكية, DMG Anṭākiyya, früherer Name Antiochia, altgriechisch Ἀντιόχεια Antiócheia) ist eine Stadtgemeinde (Belediye) im gleichnamigen Ilçe (Landkreis) der Provinz Hatay in der südtürkischen Mittelmeerregion und gleichzeitig ein Stadtbezirk der 2012 gebildeten Büyükşehir Belediyesi Hatay (Großstadtgemeinde/Metropolprovinz). Antakya ist seit der Gebietsreform ab 2013 flächen- und einwohnermäßig identisch mit dem Landkreis.
Antiochia war in der römischen Antike nach Rom und Alexandria die drittgrößte Stadt der Welt. Sie verlor nach schweren Zerstörungen im 6. und im 13. Jahrhundert immer mehr an Bedeutung.

## Geschichte
In der Nähe von Antakya lag die bronzezeitliche Stadt Alalach (heute Tell Açana), ein wichtiges regionales Handelszentrum, dessen Anfänge bis etwa 3400 v. Chr. datiert werden. Hier kreuzten sich die Handelswege von Aleppo, Mesopotamien und aus Palästina nach Anatolien und zum Mittelmeer. Über den Orontes (Fluss) war die Stadt mit dem Meer verbunden. Der Handel mit Zypern ist schriftlich und archäologisch bezeugt. Eine Quelle des Wohlstands war Elfenbein. Die Gegend um Alalach war in der Bronzezeit für ihre Elefantenherden bekannt.
Das heutige Antakya liegt an der Stelle der antiken Metropole Antiochia am Orontes.
→ Zur antiken Geschichte siehe Antiochia am Orontes

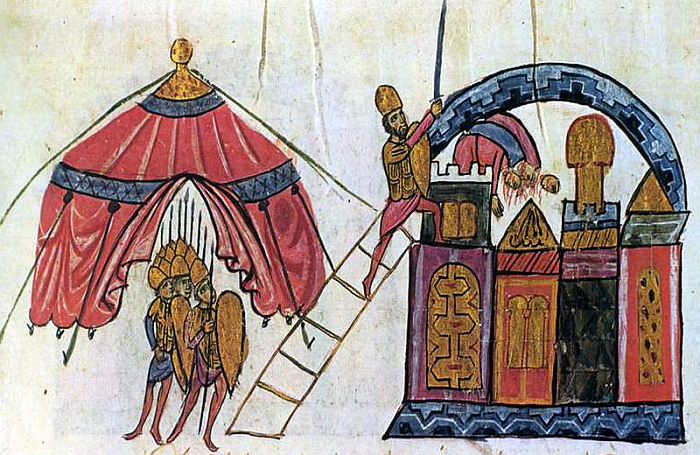
Wiedereroberung von Antiochia durch die Byzantiner 969, Darstellung in einer Chronik von Johannes Skylitzes

Im Jahre 638 wurde Antiochia von den Arabern erobert, 969 Rückeroberung durch den byzantinischen Kaiser Nikephoros II. 1070 war Peter Libellisios kaiserlicher Statthalter, 1074 bis 1078 Isaak Komnenos.
Nach der byzantinischen Niederlage in der Schlacht von Manzikert (1071) ergriff der armenische Abenteurer Vasak die Macht. 1076 oder 1080 töteten ihn byzantinische Soldaten, und der ehemalige byzantinische General Philaretos Brachamios übernahm die Herrschaft. 1084 fiel die Stadt an den seldschukischen Sultan Malik Schah I. Im Juni 1098 wurde sie nach achtmonatiger entbehrungsreicher Belagerung von Kreuzfahrern erobert, die ihrerseits nur zwei Tage nach der Eroberung des vorratsleeren Antiochias durch die Belagerung durch 200.000 Soldaten unter Führung des Atabegs Kerboga aus Mossul bedroht waren. Erst nach Auffindung der Heiligen Lanze konnten die ca. 20.000 Kreuzfahrer (inklusive Nichtkämpfender) am 28. Juni 1098 diese gewaltige Übermacht in die Flucht schlagen. Byzanz hatte die eingeschlossenen Kreuzritter nicht unterstützt, sondern die eigenen Truppen in etlicher Entfernung anhalten und schließlich, im Glauben an die bevorstehende Niederlage der Kreuzritter, nach Byzanz umkehren lassen. Nach dem überraschenden Sieg der Kreuzfahrer wurde die Stadt daher nicht wie vereinbart Byzanz zurückgegeben, sondern zur Hauptstadt des Fürstentums Antiochia gemacht.
Während des 12. und 13. Jahrhunderts blieb Antiochia in der Hand der Kreuzfahrer, bis sie 1268 durch die Mamluken unter Sultan Baibars endgültig erobert wurde. Baibars zerstörte die Stadt so schwer, dass sie nie wieder größere Bedeutung erlangte. Für die Plünderung ließ Baibars die Stadttore verriegeln und die gesamte christliche Bevölkerung von mehreren zehntausend Menschen wurde getötet oder versklavt, was zu einem Verfall der Preise für Sklaven führte. Antiochia wurde zu einer unbedeutenden Kleinstadt. Der griechisch-orthodoxe Patriarch von Antiochien residiert seit dem Ende des 14. Jahrhunderts in Damaskus.
1517 wurde die Stadt Teil des osmanischen Reiches.

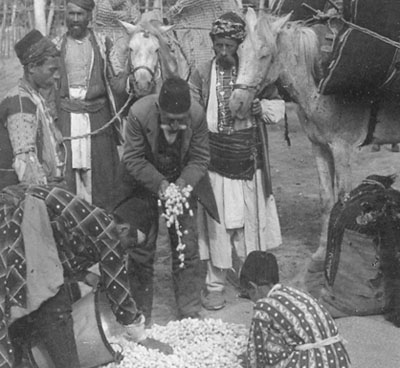
Handel mit Puppen der Seidenraupe in Antiochia, circa 1895.

Nach dessen Teilung nach dem Ersten Weltkrieg wurden Antiochia und İskenderun von französischen Truppen besetzt. 1923 erhielt Frankreich das offizielle Mandat des Völkerbundes für Syrien und Libanon. Von Damaskus verwaltet, behielt Antiochia einen Status als autonomes Gebiet. Dennoch wurden auch hier die Anhänger Atatürks mit offenen Armen empfangen. Er soll es auch gewesen sein, der der Gegend den Namen Hatay gab, in Anlehnung an ein ehemaliges hethitisches Fürstentum.
1938 wurde im Sandschak Alexandrette der Staat Hatay mit Antiochia als Hauptstadt ausgerufen. Dieser schloss sich nach einem Volksentscheid 1939 der Türkei an. Frankreich hielt sich zurück, da es darauf hoffte, die Türkei so davon abzubringen, sich Nazi-Deutschland anzunähern oder gar wieder ein Bündnis einzugehen. Antakya blieb zwar Sitz des Gouverneurs der Provinz Hatay. Den Status als (wirtschaftlich gesehen) wichtigste Stadt musste es aber an İskenderun abtreten. Seit 2014 ist das gesamte Gebiet der Provinz Hatay als Großstadtgemeinde Hatay (Hatay Büyükşehir Belediyesi) organisiert, innerhalb derer Antakya eine Teilgemeinde bzw. ein Stadtbezirk  ist.
Antakya ist seit 1992 Sitz der Mustafa-Kemal-Universität.
Durch das schwere Erdbeben vom 6. Februar 2023 wurde Antakya großflächig zerstört, die Altstadt wurde mit den mittelalterlichen und osmanischen Denkmälern zu 80 % zerstört, die meisten antiken Denkmäler der Stadt scheinen das Erdbeben aber weitgehend unbeschadet überstanden zu haben.

## Verwaltung
Durch das Gesetz Nr. 6360 („Einrichtung von Großstadtgemeinden und 27 -kreisen in 14 Provinzen und Änderung einiger Gesetze und Verordnungen“) wurde der zentrale Landkreis (Merkez İlçe) rund um die Hauptstadt der Provinz Hatay aufgelöst und in zwei ungleiche Kreise aufgeteilt. Der größere und einwohnerstärkere Hauptstadtkreis erhielt seinen Namen Antakya zurück, während der kleinere Kreis Defne im Süd(west)en entstand.
Der ursprüngliche Merkez İlçe bestand bis zum 30. Dezember 2012 aus 66 Dörfern (Köy mit 85.023 Einw.), 21 Stadtgemeinden (Belediye mit 168.850 Einw.) sowie aus der Hauptstadt Antakya mit 216.960 Einwohnern in 45 Mahalle. Es gab folgende territoriale Änderungen:
- von den 66 Dörfern gingen 2 an den Kreis Altinözu (3.090), 42 an den Kreis Antakya (55.761), 15 an Defne (20.163) und 7 an Yayladağı (6.009);
- von den 21 Belediye kamen 12 an den Kreis Antakya (97.076), 8 an den Kreis Defne (70.482) und eine an den Kreis Yayladağı (1.292);
- von den 45 Mahalle kamen 41 an Antakya (187.826) und 4 an Defne (29.134 Einw.)

Nach diesen Territorialveränderungen existierten an Stelle des Merkez İlçe (470.883 Einw.) der Kreis Antakya mit 340.663 und der Kreis Defne mit 119.779 an die beiden schon vorher bestehenden Kreise Altınözü und Yayladağı waren insgesamt 10.391 Einwohner gelangt. Alle vorgenannten Daten beziehen sich auf den 31. Dezember 2012.
Gleichzeitig mit der territorialen Umgliederung erfolgte die Umwandlung der Dörfer in Mahalle, sowie die Zusammenfassung der Mahalle innerhalb Belediye zu jeweils einem Mahalle, so dass es nach Abschluss des Vorgangs in beiden Kreisen nur noch die beiden Kreisstädte gab: Antakya mit 95 Mahalle und Defne mit 37 Mahalle.

## Bevölkerung und Religion
2010 leben etwa 213.000 Einwohner in Antakya. Der Orontes teilt die Stadt in den alten und neuen Bereich, wobei die Altstadt bergaufwärts liegt. Die Bevölkerung besteht überwiegend aus türkischen Muslimen, daneben gibt es Alawiten und Christen, die überwiegend Araber sind. Bis zum Erdbeben von 2023 lebten hier auch Juden, die eine der ältesten jüdischen Gemeinden der Welt bildeten und nach dem Erdbeben evakuiert wurden. Neben Türkisch hört man daher auch die arabische Sprache.

### Bevölkerungsentwicklung

#### Volkszählungsergebnisse
Nachfolgende Tabelle gibt Auskunft über die Entwicklung der Einwohnerzahlen von Stadt (Şehir), Landkreis (İlçe Merkez) und Provinz (İl) Hatay. Die Zahlen wurden den als PDF-Dateien veröffentlichten Ergebnisse der Volkszählungen der angegebenen Jahre entnommen, abrufbar über die Bibliothek des TURKSTAT (TÜİK)

| Jahr | Provinz   | Landkreis | Landkreis | Stadt | Stadt   |
| Jahr | absolut   | proz.     | absolut   | proz. | absolut |
| ---- | --------- | --------- | --------- | ----- | ------- |
| 1940 | 246.138   | 45,60     | 112.246   | 24,00 | 26.939  |
| 1945 | 254.141   | 32,01     | 81.351    | 33,74 | 27.448  |
| 1950 | 296.799   | 22,17     | 65.803    | 46,34 | 30.494  |
| 1955 | 363.631   | 24,25     | 88.164    | 43,26 | 38.138  |
| 1960 | 441.209   | 24,58     | 108.471   | 42,11 | 45.674  |
| 1965 | 506.154   | 25,37     | 128.412   | 45,05 | 57.855  |
| 1970 | 591.064   | 25,64     | 151.545   | 43,72 | 66.250  |
| 1975 | 744.113   | 24,14     | 179.648   | 43,15 | 77.518  |
| 1980 | 856.271   | 23,98     | 205.345   | 46,24 | 94.942  |
| 1985 | 1.002.252 | 24,68     | 247.349   | 43,59 | 107.821 |
| 1990 | 1.109.754 | 25,61     | 284.195   | 43,59 | 123.871 |
| 2000 | 1.253.726 | 27,54     | 345.320   | 41,96 | 144.910 |

#### Fortschreibung der Bevölkerung
Nachfolgende Tabelle zeigt die jährliche Bevölkerungsentwicklung nach der Fortschreibung durch das 2007 eingeführte adressierbare Einwohnerregister (ADNKS).
Der Anteil des hauptstädtischen, zentralen Kreises (İlçe Merkez) und der beiden neugebildeten Kreise an der Provinzbevölkerung – einzeln und in Summe sowie der Einwohnerzahl der Stadt (Şehir). Es ist zu beachten, dass der zentrale Landkreis nicht nur in die beiden Kreise Antakya und Defne aufgeteilt wurde, sondern dass auch einige Orte in bzw. aus anderen Kreisen wechselten (Altınözü, Samandağ und Yayladağı). → Verwaltung

| Jahr               | 2007      | 2008      | 2009      | 2010      | 2011      | 2012      | 2013      | 2014      | 2015      | 2016      | 2017      | 2018      | 2019      | 2020      |
| ------------------ | --------- | --------- | --------- | --------- | --------- | --------- | --------- | --------- | --------- | --------- | --------- | --------- | --------- | --------- |
| Defne              |           |           |           |           |           |           | 134.570   | 137.398   | 140.097   | 143.176   | 146.803   | 151.017   | 154.820   | 160.066   |
| Antakya            |           |           |           |           |           |           | 347.974   | 354.768   | 360.652   | 365.402   | 370.485   | 377.793   | 383.354   | 389.377   |
| Şehir              | 340.451   | 347.171   | 362.721   | 378.107   | 379.401   | 385.810   | 482.544   | 492.166   | 500.749   | 508.578   | 517.288   | 528.810   | 538.174   | 549.443   |
| İlçe Merkez        | 415.310   | 427.451   | 445.381   | 461.477   | 464.947   | 470.833   | 482.544   | 492.166   | 500.749   | 508.578   | 517.288   | 528.810   | 538.174   | 549.443   |
| proz. Anteil       | 29,96     | 30,25     | 30,75     | 31,17     | 31,54     | 31,73     | 32,10     | 32,38     | 32,65     | 32,70     | 32,84     | 32,85     | 33,04     | 33,11     |
| Provinz/Büyükşehir | 1.386.224 | 1.413.287 | 1.448.418 | 1.480.571 | 1.474.223 | 1.483.674 | 1.503.066 | 1.519.836 | 1.533.507 | 1.555.165 | 1.575.226 | 1.609.856 | 1.628.894 | 1.659.320 |

## Klima
Das Klima Antakyas ist typisch mediterran, sommertrocken (arid) und winterfeucht (humid). Für die Normalperiode 1991–2020 beträgt die Jahresmitteltemperatur 18,6 °C, wobei im Januar mit 8,2 °C die kältesten und im August mit 28,3 °C die wärmsten Monatsmitteltemperaturen gemessen werden. Nachtfrost kommt fast jeden Winter vor, allerdings ist Schnee relativ selten.
|                        | Jan   | Feb   | Mär   | Apr   | Mai  | Jun  | Jul  | Aug  | Sep  | Okt  | Nov  | Dez   |   |         |
| Mittl. Temperatur (°C) | 8,2   | 9,9   | 13,6  | 17,4  | 21,6 | 25,1 | 27,6 | 28,3 | 26,1 | 21,5 | 14,3 | 9,5   | ⌀ | 18,6    |
| Mittl. Tagesmax. (°C)  | 12,5  | 14,9  | 19,0  | 23,0  | 27,0 | 29,7 | 31,6 | 32,5 | 31,4 | 28,2 | 20,3 | 13,9  | ⌀ | 23,7    |
| Mittl. Tagesmin. (°C)  | 5,0   | 5,9   | 9,1   | 12,6  | 16,9 | 21,3 | 24,4 | 25,2 | 21,7 | 16,2 | 9,8  | 6,2   | ⌀ | 14,6    |
|                        |       |       |       |       |      |      |      |      |      |      |      |       |   |         |
| Niederschlag (mm)      | 179,5 | 162,0 | 145,1 | 108,4 | 89,8 | 20,3 | 8,1  | 5,4  | 61,7 | 56,0 | 99,2 | 188,7 | Σ | 1.124,2 |
|                        |       |       |       |       |      |      |      |      |      |      |      |       |   |         |
| Sonnenstunden (h/d)    | 3,4   | 4,6   | 6,0   | 7,3   | 9,1  | 10,9 | 11,0 | 10,3 | 9,1  | 7,0  | 5,2  | 3,3   | ⌀ | 7,3     |
|                        |       |       |       |       |      |      |      |      |      |      |      |       |   |         |
| Regentage (d)          | 13,57 | 12,07 | 11,20 | 9,73  | 5,67 | 1,83 | 0,80 | 0,80 | 4,33 | 7,70 | 8,03 | 11,40 | Σ | 87,13   |

| 5,0 |

| 5,9 |

| 9,1 |

| 12,6 |

| 16,9 |

| 21,3 |

| 24,4 |

| 25,2 |

| 21,7 |

| 16,2 |

| 9,8 |

| 6,2 |

| 5,0 |

| 5,9 |

| 9,1 |

| 12,6 |

| 16,9 |

| 21,3 |

| 24,4 |

| 25,2 |

| 21,7 |

| 16,2 |

| 9,8 |

| 6,2 |

## Sehenswürdigkeiten und Umgebung
In Antakya befindet sich ein archäologisches Museum mit einer der bedeutendsten Sammlungen römischer Mosaike. Neben den Moscheen gibt es mehrere christliche Kirchen. Die bekannteste dürfte die St.-Petrus-Grotte sein, die etwas außerhalb an einem Berghang zu finden ist. Sie wurde vom Vatikan zur ältesten Kirche der Christenheit erklärt und soll der Legende nach vom Apostel Petrus eingeweiht worden sein.
Südwestlich von Antakya wurden die frühesten Spuren der Besiedelung der Region durch den Menschen entdeckt: Steinwerkzeuge und bearbeitete Schneckengehäuse, die rund 40.000 Jahre alt sind; sie wurden seit Anfang der 1990er Jahre in der Üçağızlı-Höhle geborgen.
Inmitten von zahlreichen Wasserquellen, welche das Trinkwasser für die Stadt liefern, und riesigen Lorbeerbäumen liegt Harbiye, das Erholungsgebiet für viele Antakyaner, etwa fünf Kilometer entfernt. Der Ort war während der Römerzeit ein Villenort und wurde nach der Nymphe Daphne benannt, welche sich, einer Sage nach, hier vor Apollon verstecken wollte und deshalb in einen Lorbeerbaum verwandelt wurde. Auch soll einst Kleopatra an diesem Ort geheiratet haben.
Etwa 30 km westlich liegt das Mittelmeer mit zahlreichen Buchten und Stränden, nahe der Mündung des Orontes etwa sechs Kilometer östlich von Samandağ liegt auf einem Hügel das Kloster des Symeon Stylites des Jüngeren. Zwölf Kilometer südlich liegt beim Ort Kozkalesi die Kreuzritterburg Cursat.
Durch das schwere Erdbeben vom 6. Februar 2023 wurde Antakya großflächig zerstört, die Altstadt wurde mit den mittelalterlichen und osmanischen Denkmälern zu 80 % zerstört, die meisten antiken Denkmäler der Stadt scheinen das Erdbeben aber weitgehend unbeschadet überstanden zu haben.

## Verkehr
Die Stadt verfügt über einen nationalen Flughafen, den Flughafen Antakya Hatay, der 20 km vom Stadtzentrum entfernt ist. International kann dieser im Sommer von Düsseldorf aus direkt angeflogen werden.
Darüber hinaus hat Antakya einen großen Busbahnhof, von dem aus alle umliegenden Orte wie Iskenderun, Mersin oder Adana per Reisebus angefahren werden können. Antakya besitzt außerdem ein ausgeprägtes Stadtbus-Netz, Taxen und die sogenannten „Dolmuş“-Kleinbusse, mit denen die umliegenden Dörfer erreicht werden können.

## Bilder

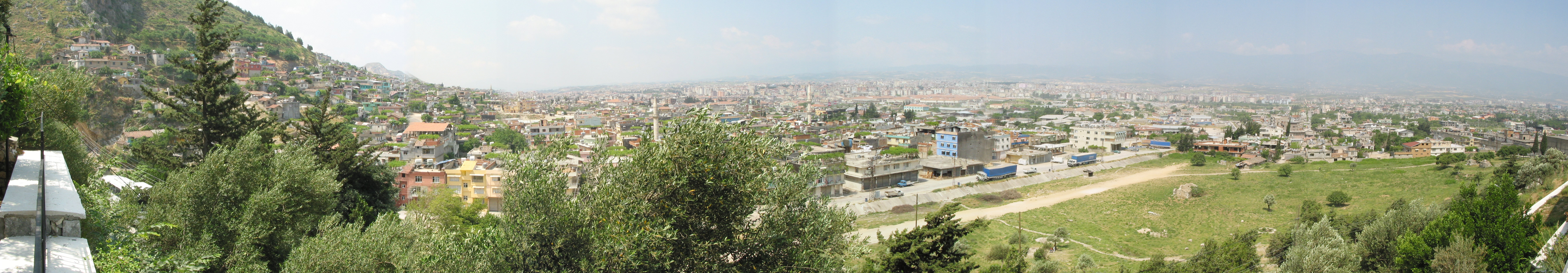
Stadtpanorama, Blick von der St.-Petrus-Kirche

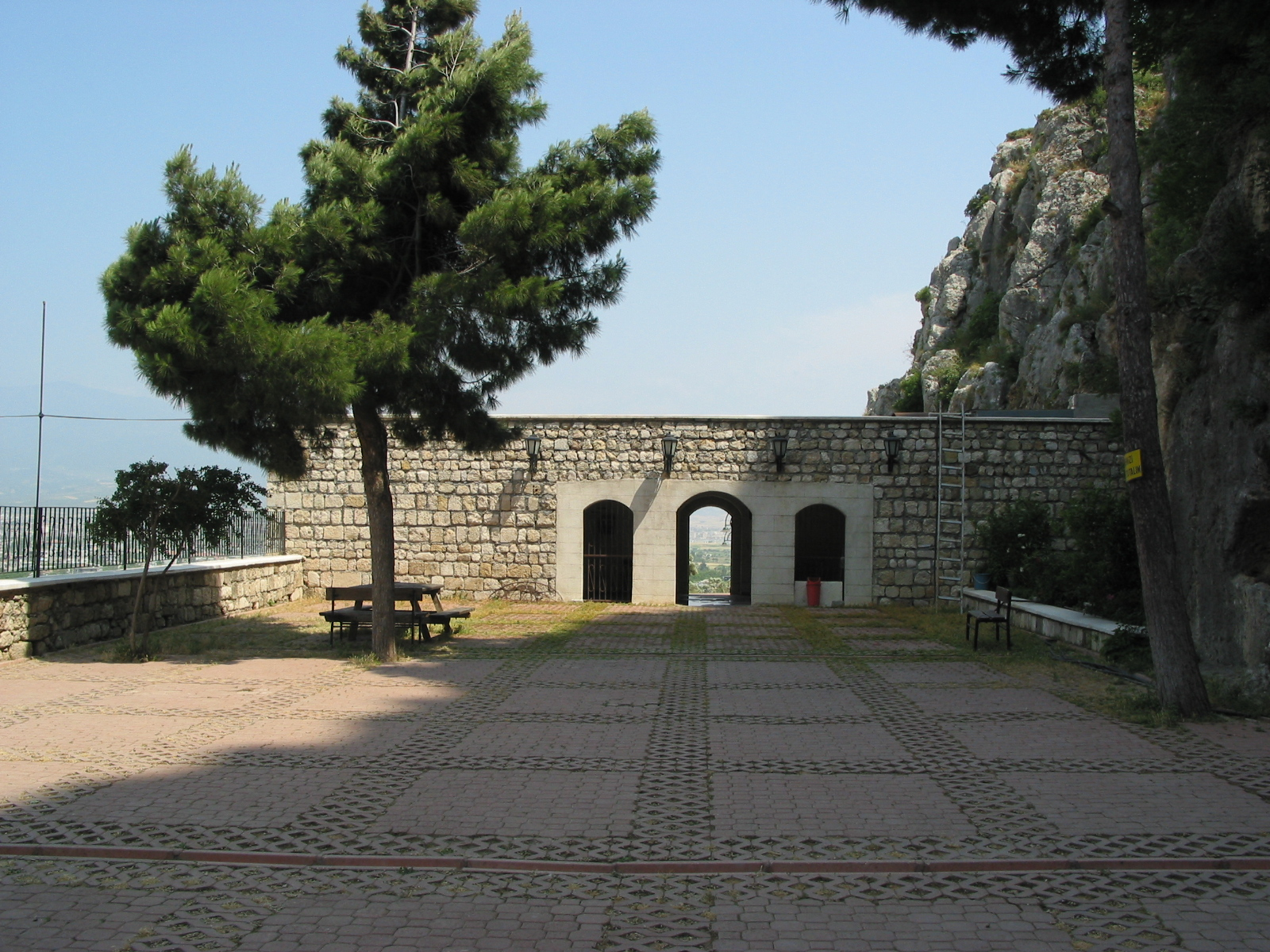
St.-Petrus-Kirche, Kirchhof
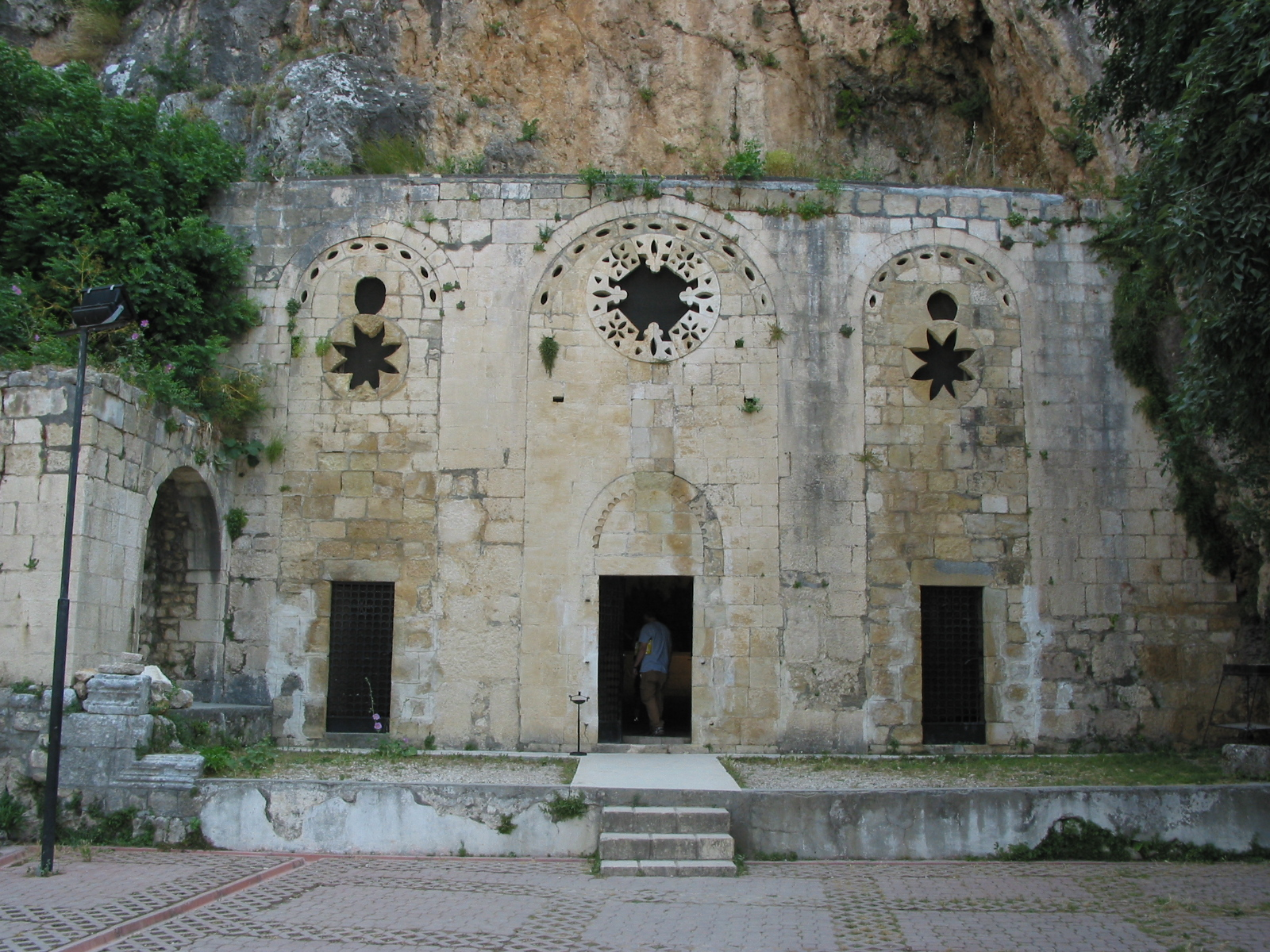
St.-Petrus-Kirche (oder auch St.-Petrus-Grotte)
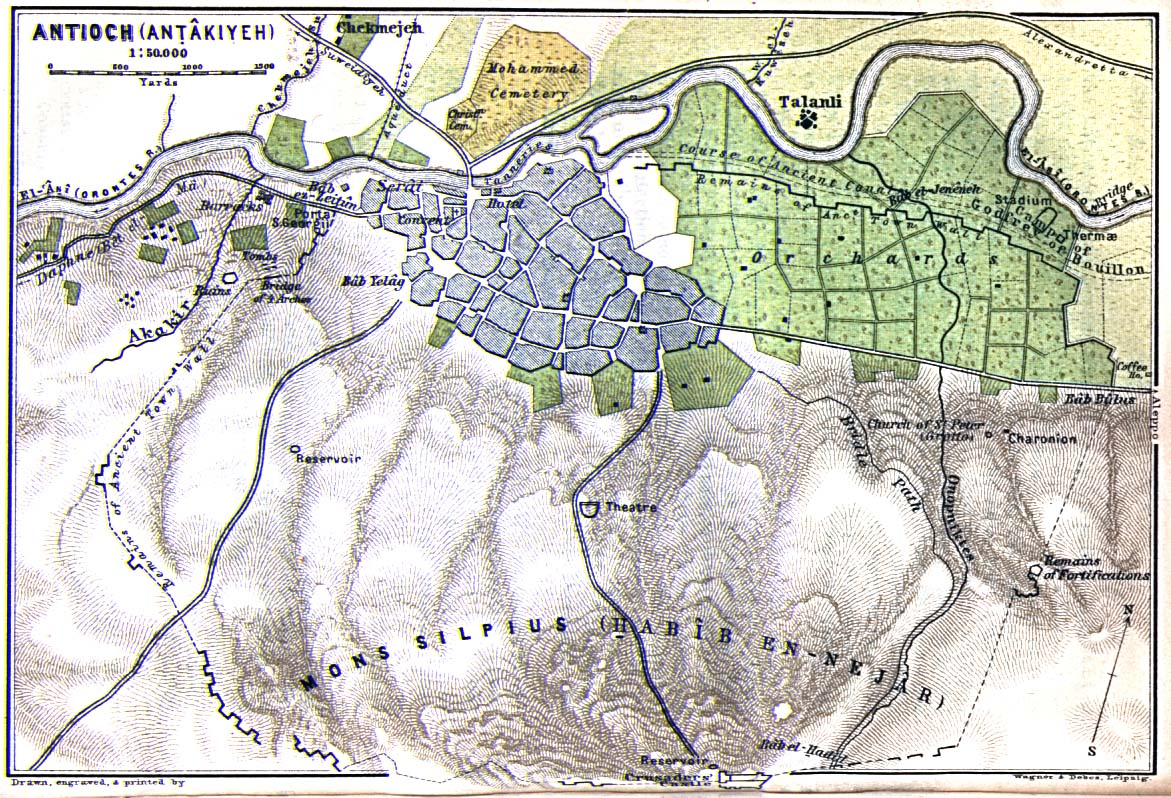
Karte von Antiochia, 1912
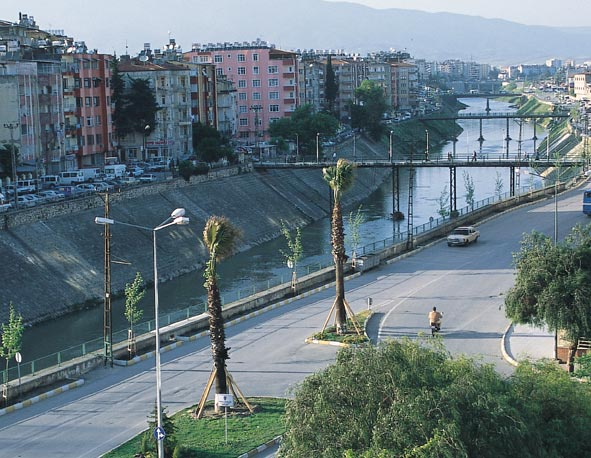
Der Fluss Asi Nehri (bzw. Nahr al-Asi oder Orontes)
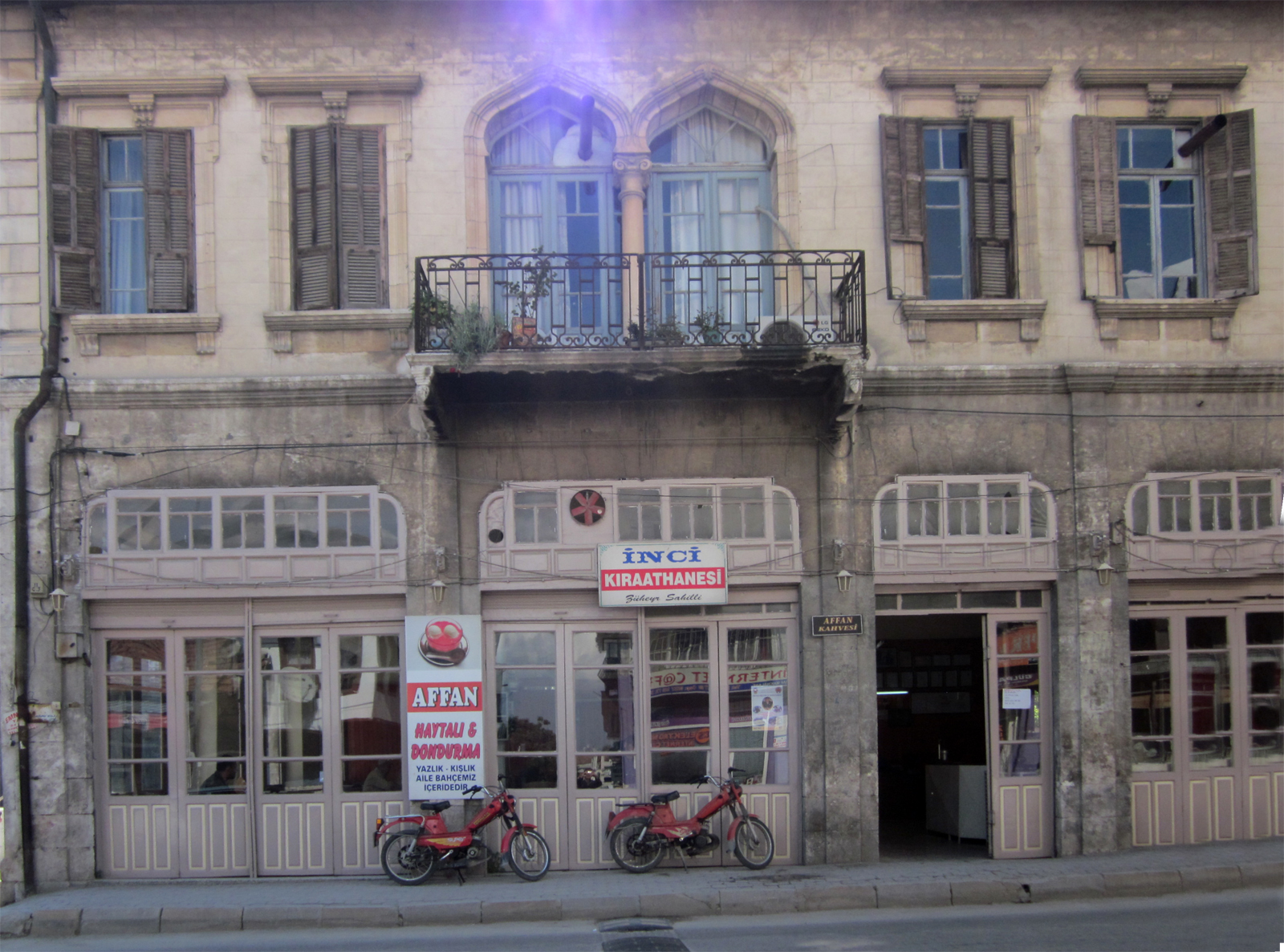
Kurtuluş Caddesi, Straßenansicht in Antakya
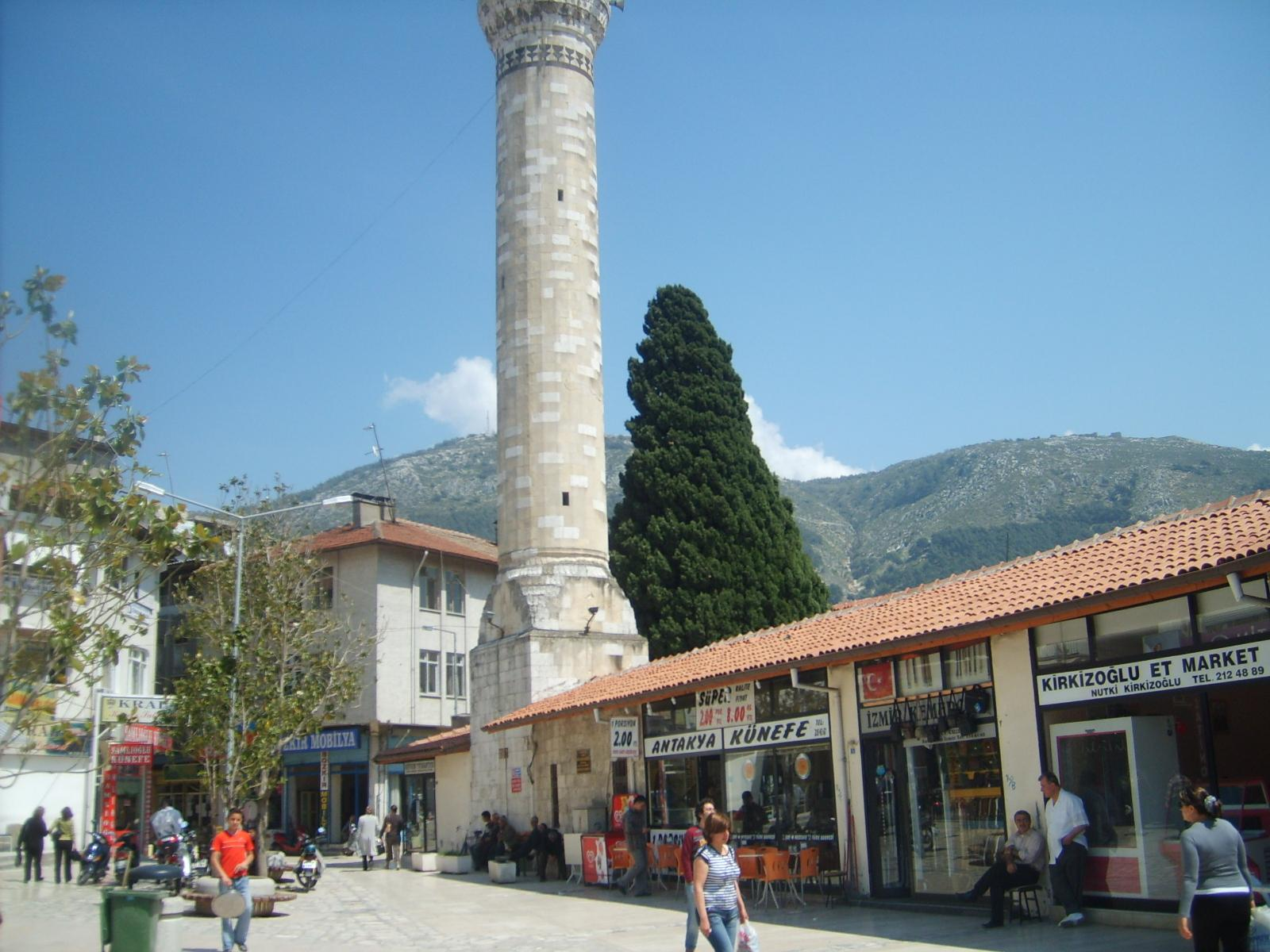
Beim Basar (Çarşı) von Antakya

## Partnerstädte
- Aalen, Deutschland, seit 1995
- Kiel, Deutschland, seit 2012

## Söhne und Töchter der Stadt
Für Persönlichkeiten aus Antiochia am Orontes siehe: Antiochia am Orontes#Berühmte Bürger.
- Walter Sydney Adams (1876–1956), US-amerikanischer Astronom
- Selahattin Ülkümen (1914–2003), Diplomat
- Vahit Melih Halefoğlu (1919–2017), Diplomat und Politiker
- Halit Çelenk (1922–2011), Jurist und Politiker
- Gemma Salem (1943–2020), französischsprachige türkisch-schweizerische Schriftstellerin
- Ayhan Tumani (* 1971), Fußballtrainer
- Ahmet Taşyürek (* 1972), Fußballspieler und -trainer
- Gökhan Zan (* 1981), Fußballspieler
- Hüseyin Kala (* 1987), Fußballspieler
- Mehmet Güzel (* 1991), Leichtathlet
- Kamil İçer (* 1993), Fußballspieler
- İsmail Çipe (* 1995), Fußballtorhüter